# Bric Bucie
Bric Bucie (fr. Bric Bouchie lub Bric Bouchet) – szczyt w Alpach Kotyjskich, części Alp Zachodnich. Leży na granicy między Włochami (regionie Piemont) a Francją (region Alpy Wysokie). Szczyt można zdobyć drogami ze schroniska Rifugio Lago Verde (2583 m) po stronie włoskiej lub z miejscowości Abriès w dolinie Queyras od strony francuskiej.